# Kawasaki Frontale
Kawasaki Frontale är en fotbollsklubb från Kawasaki, Japan.. Laget spelar för närvarande (2021) i den högsta proffsligan J1 League.  Klubben bildades 1955.

## Placeringar tidigare år
- 1993 - 1998 Deltog ej
- 1999 - J2
- 2000 - 16:e plats
- 2001 - J2
- 2002 - J2
- 2003 - J2
- 2004 - Vinnare av J2
- 2005 - 8:e plats
- 2006 - 2:a plats
- 2007 - 5:a plats
- 2008 - 2:a plats
- 2009 - 2:a plats
- 2010 - 5:e plats
- 2011 - 11:e plats
- 2012 - 8:e plats
- 2013 - 3:e plats
- 2014 - 6:e plats
- 2015 - 6:e plats
- 2016 - 2:a plats
- 2017 - 1:e plats
- 2018 - 1:a plats
- 2019 - 4:e plats
- 2020 - 1:a plats

## Spelare

### Spelartrupp
Aktuel 23 april 2022.
| Nr | Land      | Pos | Namn                     |
| -- | --------- | --- | ------------------------ |
| 1  | Sydkorea  | MV  | Jung Sung-ryong          |
| 2  | Japan     | F   | Kyohei Noborizato        |
| 3  | Japan     | MF  | Koki Tsukagawa           |
| 4  | Brasilien | F   | Jesiel                   |
| 5  | Japan     | F   | Shogo Taniguchi (kapten) |
| 6  | Brasilien | MF  | João Schmidt             |
| 7  | Japan     | F   | Shintaro Kurumaya        |
| 8  | Japan     | MF  | Kento Tachibanada        |
| 9  | Brasilien | A   | Leandro Damião           |
| 10 | Japan     | MF  | Ryota Oshima             |
| 11 | Japan     | A   | Yu Kobayashi             |
| 13 | Japan     | F   | Miki Yamane              |
| 14 | Japan     | MF  | Yasuto Wakizaka          |
| 15 | Japan     | F   | Asahi Sasaki             |
| 16 | Japan     | MF  | Tatsuki Seko             |
| 17 | Japan     | MF  | Kazuki Kozuka            |

| Nr | Land      | Pos | Namn                 |
| -- | --------- | --- | -------------------- |
| 18 | Thailand  | MF  | Chanathip Songkrasin |
| 19 | Japan     | A   | Daiya Tono           |
| 20 | Japan     | A   | Kei Chinen           |
| 21 | Japan     | MV  | Shunsuke Ando        |
| 22 | Japan     | MV  | Yuki Hayasaka        |
| 23 | Brasilien | A   | Marcinho             |
| 24 | Japan     | A   | Ten Miyagi           |
| 25 | Japan     | MF  | Renji Matsui         |
| 26 | Japan     | A   | Takatora Einaga      |
| 27 | Japan     | MV  | Kenta Tanno          |
| 28 | Japan     | A   | Taiyo Igarashi       |
| 29 | Japan     | F   | Kota Takai           |
| 30 | Japan     | F   | Shuto Tanabe         |
| 31 | Japan     | MF  | Kazuya Yamamura      |
| 41 | Japan     | MF  | Akihiro Ienaga       |

### Utlånade spelare
| Nr | Land      | Pos | Namn                                  |
| -- | --------- | --- | ------------------------------------- |
|    | Brasilien | F   | Maguinho (i Yokohama FC)              |
|    | Japan     | MF  | Koki Harada (i Gainare Tottori)       |
|    | Japan     | A   | Taisei Miyashiro (i Tokushima Vortis) |

### Tidigare spelare
| - Eiji Kawashima - Yoshito Okubo - Junichi Inamoto - Takayuki Morimoto - Kengo Nakamura - Takayuki Suzuki - Toyohito Mochizuki - Kazuyoshi Nakamura - Satoru Yamagishi - Toshihiko Okimune - Tetsuya Asano - Teruo Iwamoto - Shinkichi Kikuchi - Koji Noguchi - Yasuyuki Moriyama - Naoki Soma - Atsushi Yoneyama | - Yoshinobu Minowa - Kazuki Ganaha - Shuhei Terada - Koji Yamase - Yu Kobayashi - Shogo Taniguchi - Ryota Oshima - Hulk - Tinga - Mazinho Oliveira - Betinho - Jung Sung-Ryong - Momodu Mutairu - Jorge Dely Valdés - Guido Alvarenga - Emerson Sheik |